# Pablo Dimcheff
Pablo Dimcheff (Buenos Aires, 1º luglio 1999) è un rugbista a 15 italiano di origine argentina, internazionale per l'Italia, nel ruolo di tallonatore.

## Biografia
Dimcheff, nato a Buenos Aires ma con origini italiane (i nonni materni sono di origine calabrese) si è formato rugbisticamente nel Club Pucará in Argentina, al quale si è aggregato a partire dal 2016. Nel 2019 si è unito alla franchigia argentina dei Jaguares, partecipando alla Currie Cup. Nel luglio 2020, si è trasferito in Francia per giocare nella Pro D2 con il Soyaux Angoulême XV Charente. Nel 2021, ha firmato con l’Union Bordeaux Bègles, squadra del Top 14. Tuttavia, a marzo 2022, con poche presenze all’attivo, è stato ceduto in prestito al Stade Montois in Pro D2. Nel gennaio 2023, ha firmato con Colomiers Rugby in Pro D2 con un contratto fino a giugno 2025. E il 2025 è l'anno della consacrazione per il tallonatore nativo di Buenos Aires che si afferma come miglior realizzatore stagionale del proprio club al punto da richiamare l'attenzione di Gonzalo Quesada, ct della nazionale italiana che lo convoca per il Summer Tour 2025.
All'esordio assoluto in maglia azzurra a Pretoria nel match contro i campioni del mondo in carica del Sud Africa Dimcheff realizza, da subentrato anche la sua prima meta internazionale.